# 856 до н. е.

## Події
Ассирія: цар Салманасар ІІІ розгромив коаліцію держав Північної Сирії і перетворив країну на провінцію своєї держави.